# 德拉沃尼
德拉沃尼（法語：Dravegny，法語發音：[dʁavɲi]）是法国上法蘭西大區埃纳省的一个市镇，属于蒂耶里堡区。

## 地理
德拉沃尼（49°13'49"N, 3°38'17"E）面积15.67 平方千米，位于法国上法蘭西大區埃纳省，该省份为法国北部内陆省份，北起北部省，西接索姆省和瓦兹省，东临阿登省和马恩省，西南至塞纳-马恩省，东北部与比利时接壤。
与德拉沃尼接壤的市镇（或旧市镇、城区）包括：谢里-沙特勒沃、库隆日-科昂、蒙圣马丹、阿尔西勒蓬萨尔、蒙叙库维尔。

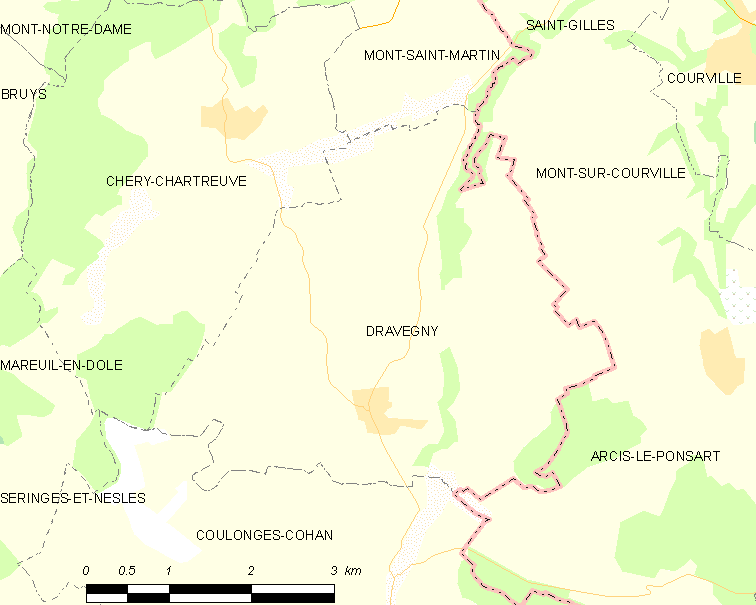
德拉沃尼的OSM定位图

德拉沃尼的时区为UTC+01:00、UTC+02:00（夏令时）。

## 行政
德拉沃尼的邮政编码为02130，INSEE市镇编码为02271。

## 政治
德拉沃尼所属的省级选区为塔德努瓦地区费尔县。

## 人口

1962-2008年间德拉沃尼人口变化图示

德拉沃尼于2022年1月1日时的人口数量为132人。